# Район Магжана Жумабаева
Район Магжана Жумабаева (каз. Мағжан Жұмабаев ауданы; с 1928 до 2000 года — Булаевский район) — административно-территориальная единица второго уровня в составе Северо-Казахстанской области Казахстана. Административный центр — город Булаево.

## Физико-географическая характеристика
На западе граничит с Аккайынским и Кызылжарским районами, на юге — с Тайыншинским и Акжарским районами, на севере и востоке — с Тюменской и Омской областями России соответственно.

## История
Булаевский район был образован 3 сентября 1928 года.
Постановлением ВЦИК от 2 марта 1932 года Барский, Березовский, Зарослый, Камышловский, Куломзинский и Суворовский сельсоветы были перечислены из Исилькульского района Западно-Сибирского края в состав Булаевского района Казакской АССР, а Первотаровский сельсовет — из Булаевского района Казакской АССР в состав Исилькульского района Западно-Сибирского края.
В мае 1944 года Березняковский, Воскресенский, Заросленский, Камышловский, Колосовский, Конюховский, Куломзинский, Лебяжинский, Новоуспенский, Октябрьский, Пролетарский, Суворовский и Чистянский сельсоветы были переданы из Булаевского района в новый Конюховский район (в 1963 упразднён; сейчас территория Конюховского и Каракогинского сельских округов района Магжана Жумабаева).
28 мая 1997 года в состав Булаевского района была включена территория упразднённого Возвышенского района.
23 ноября 2000 года Булаевский район переименован в честь Магжана Жумабаева — знаменитого казахского писателя, поэта и государственного деятеля, родившегося на территории нынешнего района.

## Население
Национальный состав (на начало 2019 года):
- русские — 17 196 чел. (57,47 %)
- казахи — 8541 чел. (28,54 %)
- немцы — 1497 чел. (5,00 %)
- украинцы — 1245 чел. (4,16 %)
- татары — 413 чел. (1,38 %)
- белорусы — 251 чел. (0,84 %)
- азербайджанцы — 187 чел. (0,62 %)
- поляки — 144 чел. (0,48 %)
- литовцы — 49 чел. (0,16 %)
- чеченцы — 44 чел. (0,15 %)
- чуваши — 41 чел. (0,14 %)
- другие — 316 чел. (1,06 %)
- Всего — 29 924 чел. (100,00 %)

## Административно-территориальное деление
Район Магжана Жумабаева состоит из 17 сельских округов и 1 городской администрации, в составе которых находится 62 сельских и 1 городской населённый пункт:
| Сельский округ                     | Населённые пункты                                                                           |
| Булаевская городская администрация | город Булаево, село Медвежка                                                                |
| Авангардский сельский округ        | село Полтавка, село Достык, село Рощино                                                     |
| Бастомарский сельский округ        | село Бастомар, село Екатериновка, село Писаревка, село Веселовка                            |
| Возвышенский сельский округ        | село Возвышенка, село Малая Возвышенка, село Изобильное, село Александровка, село Алуа      |
| Каракогинский сельский округ       | село Каракога, село Образец, село Чистое                                                    |
| Конюховский сельский округ         | село Конюхово, село Куломзино, село Камышлово                                               |
| Лебяжинский сельский округ         | село Лебяжье, село Куралай                                                                  |
| Молодогвардейский сельский округ   | село Молодогвардейское, село Золотая Нива                                                   |
| Полудинский сельский округ         | село Полудино, село Ганькино, станция Ганькино                                              |
| Сельский округ Аккайын             | село Октябрьское, село Хлебороб, село Гаврино, село Мичурино, село Зарослое, село Суворовка |
| Сельский округ Алтын дан           | село Советское, село Придорожное                                                            |
| Сельский округ Байтерек            | село Байтерек, село Новотроицкое, село Береке, село Рявкино                                 |
| Сельский округ Магжан              | село Молодёжное, село Сарытомар                                                             |
| Сельский округ Ногайбай би         | село Ногайбай, село Надёжка, село Бинаш, село Еремеевка, село Дюсеке, село Караганды        |
| Тамановский сельский округ         | село Таманское, село Майбалык, село Пулемётовка                                             |
| Узынкольский сельский округ        | село Узынколь, село Шандак, село Косколь                                                    |
| Успенский сельский округ           | село Успенка, село Сулышок, село Уваковское, село Косколь                                   |
| Чистовский сельский округ          | село Чистовское, село Пролетарка, село Тищенко, село Урожайное, село Украинка               |

## Главы района
| Булаевский район (1928—2000) Первые секретари Булаевского райкома компартии Казахстана - Палехин И. Т. (1928—1929) - Скляренко Макар Лукич (1929—1933) - Берестин Иван Филиппович (1934—1937) - Айрапетян Артем Хачатурович (1937) - Гончаров Петр Семёнович (1938—1940) - Калинин Андрей Андреевич (1940—1942) - Поцелуев Андрей Сидорович (1942—1945) - Бойченко Виктор Федорович (1945—1951) - Курлов Василий Николаевич (1951—1962) - Петухов Леонид Зиновьевич (1962—1964) - Шалимов Гавриил Иванович (1965—1967) - Цыганков Алексей Александрович (1967—1973) - Тюлебеков Касым Кажибаевич (1973—1981) - Квашин Иван Иванович (1981—1989) - Акжигитов Сагандык Акжигитович (1990—1991) Председатели исполкома Булаевского районного совета - Чеховской (1928—1929) - Шидловский Георгий Николаевич (1930) - Беликов (1931) - Клешня Марк Акимович (1932—1933) - Воробьев Иван Антонович (1933—1936) - Шерстобитова Мария Николаевна (1936—1937) - Еременко Федор Сергеевич (1937—1939) - Коротков Григорий Георгиевич (1939—1940) - Бабанин Михаил Никифорович (1940—1942) - Петров Александр Петрович (1942—1943) - Девятко Даниил Иосифович (1943—1949) - Живулина Наталья Александровна (1949—1950) - Гагарина Валентина Ивановна (1951—1952) - Кизатов Жалел Кизатович (1952—1957) - Бейсембаев Хамит (1957—1958) - Кундеренко Алексей Яковлевич (1958—1963) - Сотниченко Петр Гаврилович (1963—1965) - Каскеев Газис Истаевич (1965—1972) - Юдаков Виталий Михайлович (1973—1974) - Квашин Иван Иванович (1974—1981) - Сагандыков Уралбай Шариповнч (1981—1987) - Исабеков Серик Жумагулович (1987—1990) - Ваганов Александр Павлович (1990—1992) | Главы Булаевской районной администрации - Ваганов Александр Павлович (1992—1994) - Кендюх Иван Гаврилович (1994—1995) Акимы Булаевского района - Кендюх Иван Гаврилович (1995—1997) - Жигалов Николай Владимирович (1997—1999) - Билялов Серик Сулгангазинович (1999—2000) Секретари маслихата Булаевского района - Гриновский Александр Иосифович (1994—2000) Возвышенский район (1967—1997) Первые секретари Возвышенского райкома компартии Казахстана - Магазов Килаш Магаэович (1967—1970) - Зенченко Василий Дмитриевич (1970—1978) - Бубнов Геннадий Михайлович (1978—1985) - Викторов Евгений Иванович (1986—1990) Председатели исполкома Возвышенского районного совета - Жузенов Енсеген Едилович (1967—1969) - Магазов Килаш Магазович (1970—1978) - Смагулов Шаймурат Смагулович (1978—1981) - Кудасбаев Амантай Букольбаевич (1981—1987) - Уразалин Аманбол Мухаметкалиевич (1987—1992) Главы Возвышенской районной администрации - Уразалин Аманбол Мухаметкалиевич (1992—1995) Акимы Возвышенского района - Уразалин Аманбол Мухаметкалиевич (1995—1996) - Амрин Кеменгер Кожахметович (1996—1997) Секретари Возвышенского районного маслихата - Скибский Николай Васильевич (1994—1997) Конюховский район (1944—1963) Первые секретари Конюховского райкома компартии Казахстана - Сыромятников Павел Андреевич (1944—1945) - Кийко Алексей Иванович (1945—1948) - Камалетдинов Масгут Валиевич (1949) - Марков Виталий Васильевич (1949—1959) - Шалимов Гавриил Иванович (1959—1962) - Набиулин Анис Гатауллович (1962—1963) | Председатели исполкома Конюховского районного совета - Чупрасов Петр Васильевич (1944—1949) - Высовень Михаил Федорович (1949—1950) - Филиппенко Петр Яковлевич (1950—1955) - Мишкарев Н.С. (1956—1957) - Каскеев Газис Истаевич (1957—1963) Полудинский район (1936—1963) Первые секретари Полудинского райкома компартии Казахстана - Вишневский Яков Абрамович (1936—1938) - Ахременко Иван Фёдорович (1938—1939) - Кияница Андрей Петрович (1939—1941) - Горохов Степан Петрович (1941—1943) - Иванов Виктор Александрович (1943—1944) - Дворников Александр Яковлевич (1944—1948) - Севастьянов Дмитрий Александрович (1948—1950) - Камалетдинов Масгут Валиевич (1951—1954) - Дружинин Николай Анатольевич (1954—1959) - Лосев Константин Семенович (1959—1962) - Фомичев Павел Дмитриевич (1962—1963) Председатели исполкома Полудинского районного совета - Стариков Николай Александрович (1935—1938) - Шустов Алексей Осипович (1939—1942) - Русанов Антон Павлович (1942—1943) - Курманов Рамазан (1943—1944) - Марков Семен Никифорович (1945—1952) - Засыпкин Константин Константинович (1953—1956) - Брикунов Алексей Андронович (1956—1962) Район Магжана Жумабаева Акимы района Магжана Жумабаева - Билялов Серик Сулгангазинович (2000—2003) - Аблезов Карыбай Тлеубергенович (2003—2006) - Айнабеков Ержан Токтасынович (2006—2008) - Сапаров Айдарбек Сейпеллович (2008—2010) - Бубенко Владимир Степанович (2010—2013) - Пшенбаев Кайрат Сакенович (2013—2015) - Бегманов Аскар Абдугалиевич (2015—2018) - Омаров Кайрат Кайруллинович (2018—2024) - Смагулов Рахат Назымбекович (2024—н.в.) Секретари маслихата района Магжана Жумабаева - Гриновский Александр Иосифович (2000—2002) - Бичев Борис Алексеевич (2002—2003) - Гюнтнер Владимир Гельмундович (2003) |